# Claus Rollinger
Claus Rainer Rollinger (* 1950) ist ein deutscher Informatiker und ehemaliger Universitätspräsident der Universität Osnabrück.

## Leben
Von 1972 bis 1977 studierte er Informatik und Mathematik an der Universität Karlsruhe und der TU Berlin. Er war von 1978 bis 1985 Wissenschaftler in diversen Forschungsprojekten der Computerlinguistik und Künstlichen Intelligenz an der Technischen Universität Berlin. Nach der Promotion 1984 am Fachbereich Informatik der Technischen Universität Berlin war er von 1985 bis 1988 Projektleiter in der Abteilung Linguistische und Logische Methoden (LILOG) bei der IBM Deutschland GmbH. Er war von 1988 bis 1990 Abteilungsleiter im Institut für Wissensbasierte Systeme im Wissenschaftlichen Zentrum der IBM Deutschland GmbH. Er lehrte von 1990 bis 2013 als Professor für Künstliche Intelligenz und Computerlinguistik an der Universität Osnabrück, deren Präsident er außerdem von 2004 bis 2013 war.
Seit dem 1. Januar 2013 ist er Mitglied des Vorstandes der Sievert Stiftung für Wissenschaft und Kultur.